# Megachile kyotensis
Megachile kyotensis là một loài Hymenoptera trong họ Megachilidae. Loài này được Alfken mô tả khoa học năm 1931.